# Chop suey

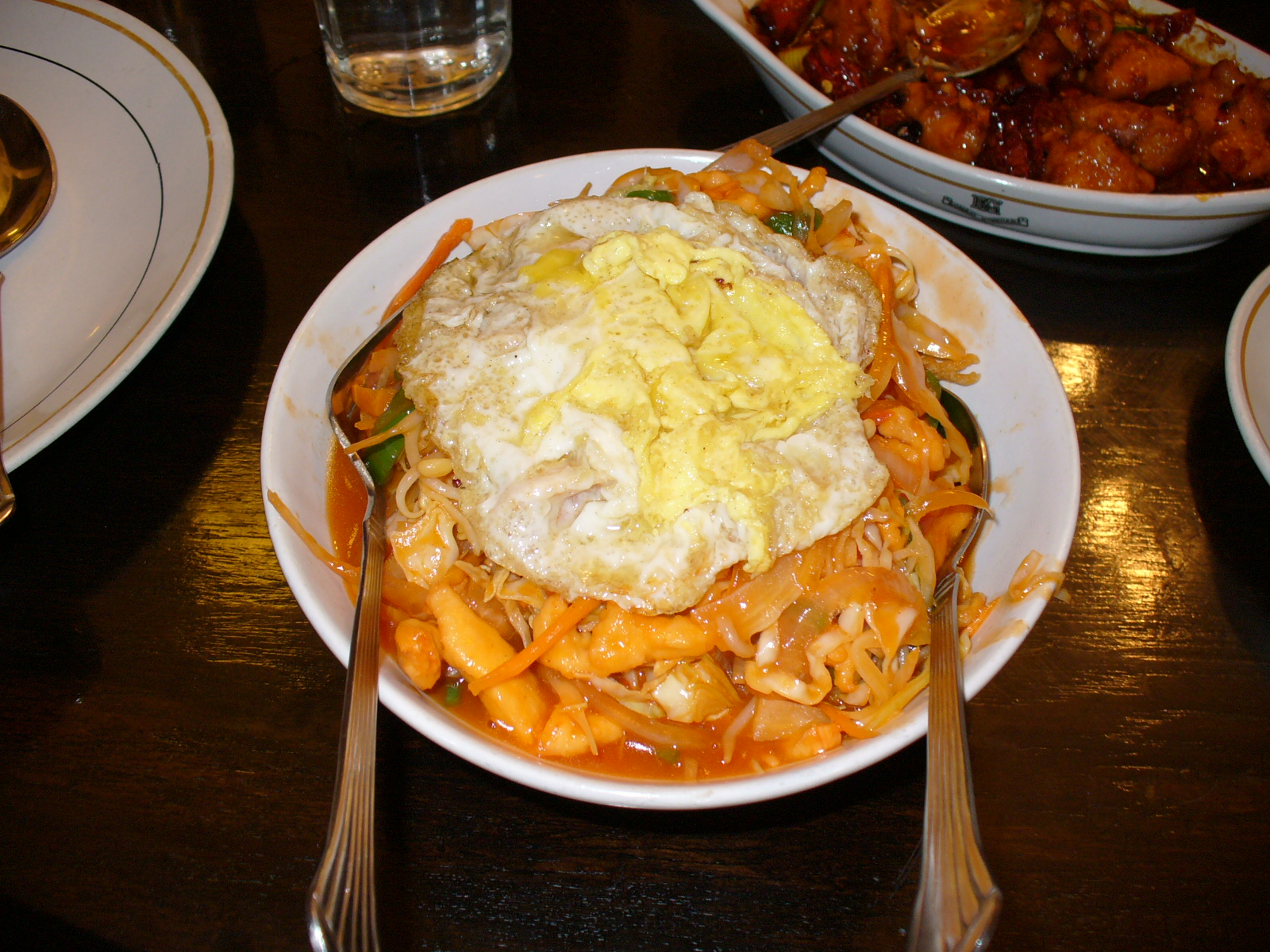
Prato de chop suey

Chop suey ("pedaços misturados", em chinês) é um prato da culinária chinesa que consiste de carnes (bife, frango, camarão ou porco) cozidas rapidamente com legumes como o feijão-da-china, repolho e aipo, envoltas num molho enriquecido com amido. É servido tipicamente com arroz, porém também pode se transformar na versão americana do chow mein, com a adição de noodles fritos.
O chop suey faz parte da Culinária sino-estadunidense, da culinária sino-canadense e da culinária sino-indiana. Os filipinos também têm sua própria versão do prato, cujas variações incluem a "orelha da árvore" (também conhecida como tenga ng daga em tagalo, literalmente "orelha do rato"), cenouras e chuchu, juntamente com o repolho. Alguns podem até mesmo incluir pimentão e couve-flor.

## Origem

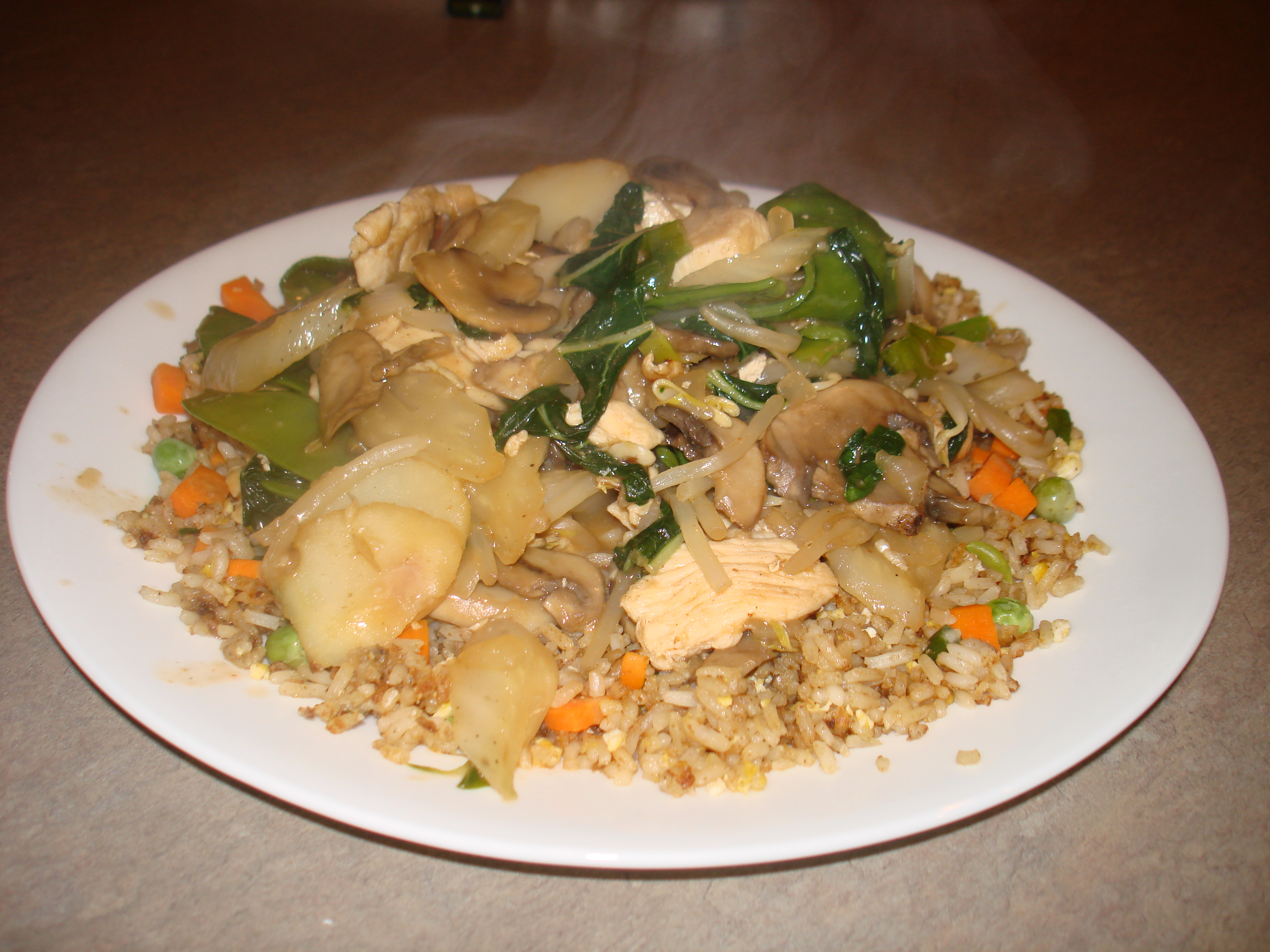
Chop suey feito com frango com alho e ervilhas sobre arroz.

Apesar da crença amplamente difundida de que o chop suey teria sido inventado nos Estados Unidos por imigrantes chineses, a realidade parece indicar que ele se origina na realidade de Taishan, um distrito na província chinesa de Guangdong, lar de muitos dos primeiros imigrantes para a América; Li Shu-fan, célebre cirurgião de Hong Kong, relata ter conhecido o prato na Taishan da década de 1890.
Ainda assim, existem diversas histórias folclóricas sobre sua origem, classificadas por alguns autores como "mitologia culinária": alguns dizem que ele teria sido inventado por um imigrante chinês que trabalhava como cozinheiro na ferrovia transcontinental dos Estados Unidos, durante o século XIX. Outros dizem que teria sido inventado durante a visita do general chinês Li Hongzhang, da dinastia Qing, ao país, em 1896, cujo chef teria tentado criar um prato apropriado tanto aos paladares chineses quanto americanos; quando repórteres perguntaram que comida o general estava comendo, o chef, com alguma dificuldade de explicar os pratos, respondeu "pedaços misturados". O chop suey aparece pela primeira vez em publicações americanas em 1898. Outra versão atribui a versão "americanizada" do termo a uma corruptela da frase cantonesa tsap sui, que significa "miudezas", "miscelânea".
Fora de Taishan, o nome "chop suey", ou "shap sui" em cantonês, e "za sui", em mandarim, tem o significado um tanto diferente de vísceras ou tripas animais cozidas. Por exemplo, no clássico romance Viagem ao Ocidente, escrito por volta de 1590, o personagem Sun Wukong conta a um monstro-leão, no capítulo 75: "Quando passei por Guangzhou (Cantão), comprei uma panela para cozinhar za sui - assim saborearei seu fígado, suas entranhas e seus pulmões."
Em 1903, durante seu exílio nos Estados Unidos, o jornalista Liang Qichao, natural de Guangdong, escreveu que existia nos Estados Unidos uma comida chamada chop suey, servida popularmente pelos restaurantes locais, e que não era comida pelos chineses locais. O termo "za sui" (杂碎) é encontrado em dicionários inglês-chinês mais recentes com a listagem de ambos os significados: entranhas cozidas, e chop suey, no sentido "ocidental".